# Taylor Kinney
Taylor Jacks Heisler Kinney, (15 de julho de 1981) é um ator e modelo estadunidense. Ele é conhecido por interpretar Mason Lockwood em The Vampire Diaries, Jared em Zero Dark Thirty, Phil em The Other Woman e o tenente Kelly Severide do Corpo de Bombeiros de Chicago em Chicago Fire, Chicago PD e Chicago Med.

## Biografia
Taylor Jacks Kinney nasceu em Lancaster, Pensilvânia. Taylor é filho de Pamela Heisler e Daniel Kinney e possui três irmãos: Adam, Trent e Matthew Kinney (sendo Matthew apenas por parte de pai).
Em 2000, ele se formou na Lancaster Mennonite School. Kinney estudou Administração na West Virginia University em Morgantown, West Virginia.

## Carreira
Kinney interpretou Luke Gianni em Fashion House (2006) na MyNetworkTV e interpretou Glenn Morrison em Trauma na NBC. Kinney teve um papel recorrente na série The Vampire Diaries, juntando-se ao elenco durante a segunda temporada como Mason Lockwood. Em 2011, Kinney foi destaque no videoclipe da música "You and I", da Lady Gaga.
Em 2012, Kinney conseguiu um papel principal em Chicago Fire, uma série que acompanha a vida de bombeiros e paramédicos. Kinney interpreta o tenente Kelly Severide do Esquadrão de Resgate 3, ao lado da ex-estrela da série House, Jesse Spencer. Também em 2012, Kinney apareceu no filme Zero Dark Thirty, de Kathryn Bigelow. Em 2012, ele estrelou em Shameless como Craig, o ex-namorado da personagem principal Fiona (interpretada por Emmy Rossum).
Em 2023, Kinney pediu afastamento da série Chicago Fire para resolver problemas pessoais e pegou toda equipe do programa de surpresa.

## Vida Pessoal
Kinney começou a namorar a cantora e compositora Lady Gaga em julho de 2011. Eles se conheceram em Nebraska enquanto trabalhavam no videoclipe da música "You and I", e começaram a namorar logo depois. Eles ficaram noivos em fevereiro de 2015, mas acabaram cancelando o noivado em julho de 2016. Apesar das idas e vindas da vida, os dois continuam grandes amigos, algo abertamente declarado por ambos.
O ator de Chicago Fire casou-se com a modelo Ashley Cruger a 30 de abril de 2024 "numa cerimónia pequena e privada em Chicago." O casal está junto desde 2022.

## Filmografia

### Cinema
| Ano  | Título                | Personagem     | Notas       |
| ---- | --------------------- | -------------- | ----------- |
| 2007 | White Air             | Frank          |             |
| 2007 | Furnace               | Bill Jamison   |             |
| 2010 | Scorpio Men on Prozac | Amante da May  |             |
| 2011 | Prodigal              | Brad Searcy    | Filme curto |
| 2012 | Least Among Saints    | Jesse          |             |
| 2012 | Stars in Shorts       | Brad Searcy    |             |
| 2012 | Zero Dark Thirty      | Jared          |             |
| 2014 | The Other Woman       | Phil Hampton   |             |
| 2015 | Consumed              | Eddie          |             |
| 2015 | Rock the Kasbah       | Private Barnes |             |
| 2016 | The Forest            | Aiden          |             |
| 2018 | Here and Now          | Jordan         |             |

### Televisão
| Ano           | Título                          | Personagem             | Notas                                          |
| ------------- | ------------------------------- | ---------------------- | ---------------------------------------------- |
| 2006          | Fashion House                   | Luke Gianni            | Papel principal; 35 episódios                  |
| 2007          | What About Brian                | Jared                  | Episódio: "What About Secret Lovers..."        |
| 2008          | Bones                           | Jimmy Fields           | Episódio: "Player Under Pressure"              |
| 2009–2010     | Trauma                          | Glenn Morrison         | Papel principal; 19 episódios                  |
| 2010–2011     | The Vampire Diaries             | Mason Lockwood         | Papel recorrente (temporadas 2–3); 9 episódios |
| 2011          | A Mann's World                  | France                 | Filme televisivo                               |
| 2011          | Five                            | Tommy                  | Filme televisivo                               |
| 2011          | CSI: NY                         | Jason Locke            | Episódio: "Identity Crisis"                    |
| 2011          | Rizzoli & Isles                 | Jesse Wade             | Episódio: "Don't Hate the Player"              |
| 2012          | Dating Rules for My Future Self | Dave                   | Papel recorrente                               |
| 2012          | Shameless                       | Craig Heisner          | Papel recorrente; 2 episódios                  |
| 2012          | Castle                          | Darren Thomas          | Episódio: "Once Upon a Crime"                  |
| 2012          | Breakout Kings                  | Perry                  | Episódio: "SEALd Fate"                         |
| 2012–presente | Chicago Fire                    | Tenente Kelly Severide | Papel principal; 231 episódios                 |
| 2014–presente | Chicago P.D.                    | Tenente Kelly Severide | Papel recorrente; 10 episódios                 |
| 2015–presente | Chicago Med                     | Tenente Kelly Severide | Papel recorrente; 8 episódios                  |

### Videoclipes
| Ano  | Título      | Função            | Notas |
| ---- | ----------- | ----------------- | ----- |
| 2011 | "You and I" | Interesse amoroso |       |

## Prêmios e indicações
| Ano  | Prêmio                 | Categoria                     | Indicação    | Resultado | Ref.   |
| ---- | ---------------------- | ----------------------------- | ------------ | --------- | ------ |
| 2015 | People's Choice Awards | Ator de TV dramático favorito | Chicago Fire | Indicado  | [ 15 ] |
| 2016 | People's Choice Awards | Ator de TV dramático favorito | Chicago Fire | Venceu    | [ 16 ] |
| 2017 | People's Choice Awards | Ator de TV dramático favorito | Chicago Fire | Indicado  | [ 17 ] |